# Refutaciones sofísticas

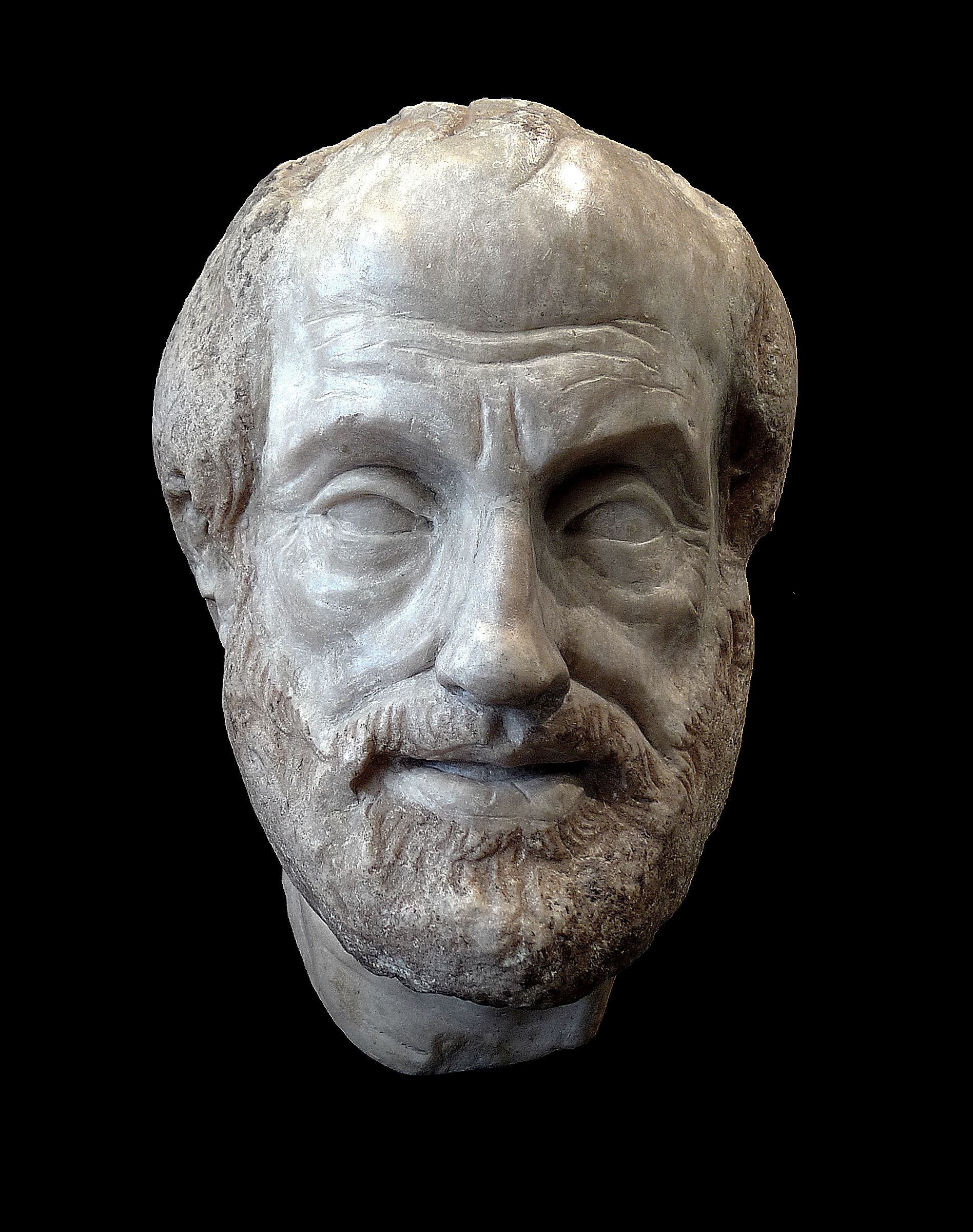
Busto de Aristóteles (Louvre)

Refutaciones sofísticas (griego: Περὶ σοφιστικῶν ἐλέγχωνen; lat.: De sophisticis elenchis) abreviado como Soph. El, es un texto escrito por Aristóteles que forma parte del Órganon aristotélico y que trata sobre las falacias. Aristóteles identifica trece falacias distintas, que clasifica en dos grupos: las que dependen del lenguaje y las que no. En el primer grupo incluye los argumentos cuya invalidez depende de uno de los siguientes seis factores:
- Acento o énfasis
- Anfibología
- Equivocación
- Composición
- División
- Figuras literarias

En el segundo grupo están los argumentos cuya invalidez no depende del lenguaje, sino de uno de los siguientes siete factores:
- Accidente
- Afirmación del consecuente
- Accidente inverso
- Conclusión irrelevante
- Petición de principio
- Causa cuestionable
- Falacia de las muchas preguntas